# Timzine
Timzine es una comuna o municipio del departamento de Kobenni, en la región de Hodh el Gharbi, en Mauritania. En marzo de 2013 presentaba una población censada de 14 187 habitantes.
Se encuentra ubicada al sur del país, sobre el desierto del Sahara, cerca de la frontera con Malí.